# Johannestriptiek
De Johannestriptiek is een altaarstuk in olieverf van Rogier van der Weyden uit circa 1455.

## Toeschrijving

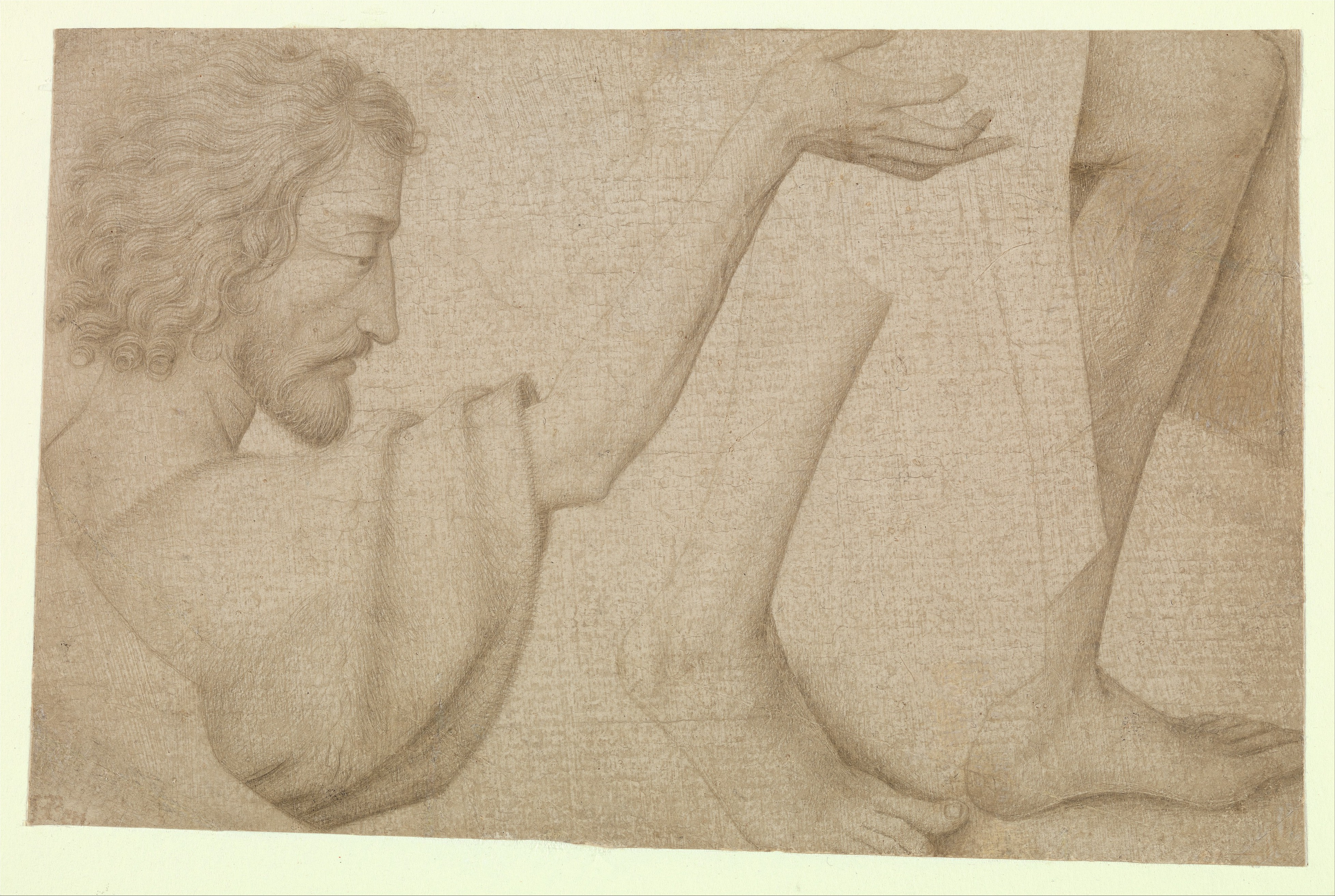
Blad met gedetailleerde kopieën van details van De doop van Christus, dat in het atelier werd bewaard als voorbeeld voor latere werken, ca. 1455-1460, zilverstift op grijs geprepareerd papier, Metropolitan Museum of Art, New York

Het altaarstuk wordt algemeen toegeschreven aan Rogier van der Weyden, maar er bestaat verschil van mening over de vraag in hoeverre assistenten betrokken waren bij het ontwerp en de uitvoering ervan. Lorne Campbell zag er voornamelijk het werk in van een leerling of naaste medewerker die ook de Diptiek van Jean de Froimont en de Clugny-annunciatie in het Metropolitan Museum of Art zou hebben gemaakt. Dit laatste werk wordt door meerdere kunsthistorici toegeschreven aan de jonge Hans Memling, die vanaf circa 1459 als gezel in Van der Weydens atelier werkte. Volgens Stephan Kemperdick zijn de verschillen met de Miraflorestriptiek vooral een gevolg van Rogiers ontwikkeling en sluit de stijl aan bij andere werken uit deze tijd zoals het Columba-altaarstuk en de Medici-Madonna. Erwin Panofsky schreef de voor Rogier ongebruikelijke composities en figuren toe aan de invloed van de Florentijnse kunst en een nostalgische terugblik op het werk van Jan van Eyck. In deze periode was het voor Rogier van der Weyden niet ongebruikelijk om schilderijen deels door assistenten te laten uitvoeren, terwijl hij zelf de controle hield over het ontwerp en de artistieke keuzes, zoals ook in het geval van De Zeven Sacramenten.

## Voorstelling
De kaders van de schilderijen wekken de indruk van een drievoudige deuropening van een kathedraal die volledig in steen is uitgevoerd, en niet in hout met stenen ornamenten, zoals bij de Miraflorestriptiek.
De schijnsculpturen op de bogen moeten – in tegenstelling tot complexere configuratie van de Miraflorestriptiek – vanaf linksonder met de wijzers van de klok mee worden gelezen. Deze scènes combineren gebeurtenissen uit de levens van Johannes en Jezus en benadrukken dat het leven Johannes de Doper, de laatste profeet, innig verbonden is met dat van Christus, maar er tegelijk ook ondergeschikt aan is. Naast de deuropeningen zijn de apostelen afgebeeld.

### De naamgeving van Johannes de Doper

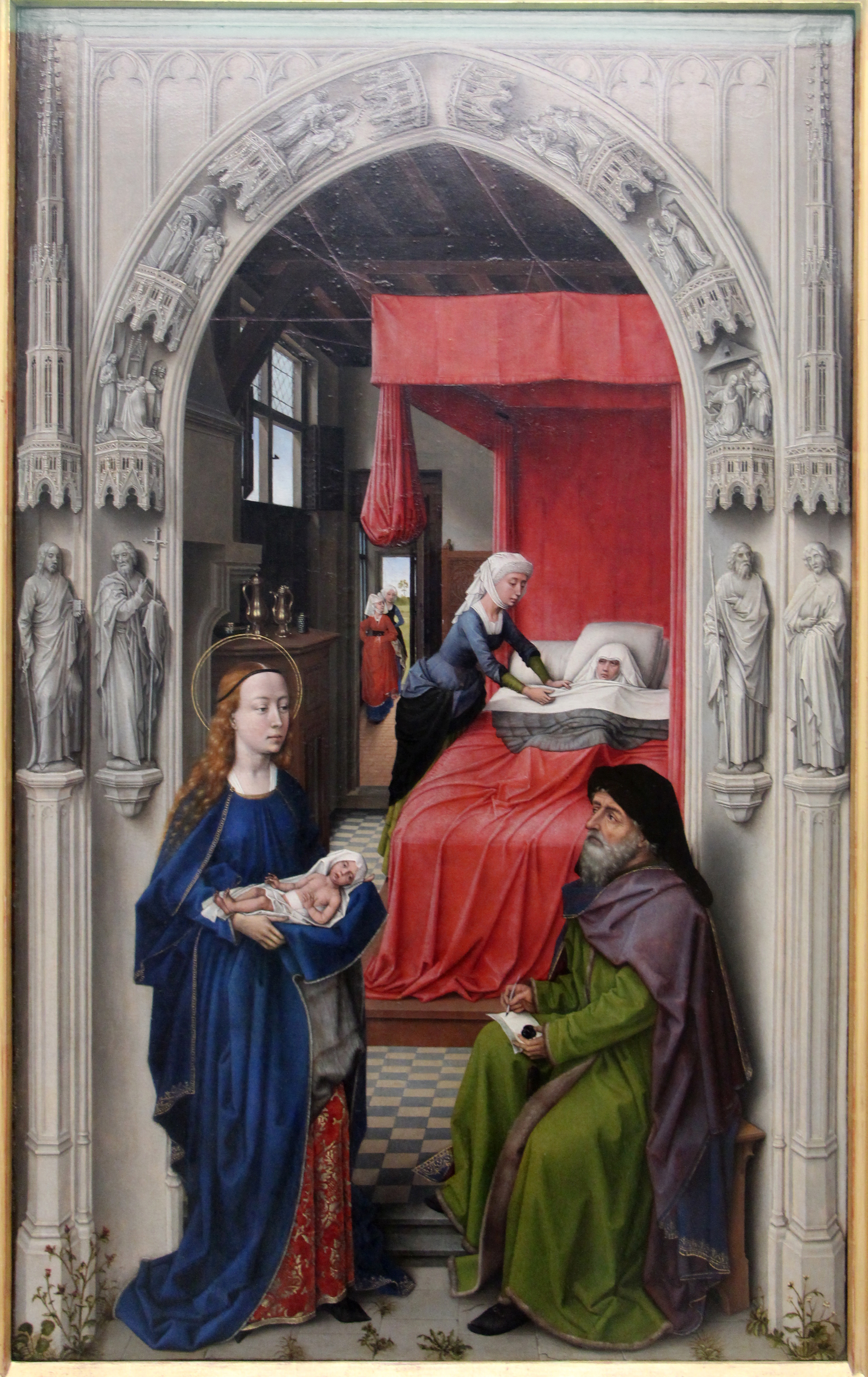
linkerpaneel

Op het eerste paneel is de geboorte van Johannes de Doper gecombineerd met de naamgeving door Zacharias. Bijzonder is dat het kind  wordt vastgehouden door de Maagd Maria, die op dat moment zwanger is van Jezus, hoewel Lucas geen melding maakt van Maria's aanwezigheid bij de geboorte van Johannes. Hij zegt alleen dat ze na haar bezoek aan Elisabeth, toen deze zes maanden zwanger was, drie maanden bij haar bleef en daarna naar huis ging. Latere schrijvers verschilden daarom van mening over de vraag of Maria ook bij de geboorte van Johannes aanwezig. Sommigen ontkenden het, anderen hielden de mogelijkheid open en weer anderen waren er zeker van. De laat-middeleeuwse schrijvers maakten er een aandoenlijke scène van, waarin Maria het kind optilt, inzwachtelt en knuffelt. Verhalen over haar aanwezigheid bij de naamgeving zijn nog veel zeldzamer en volgens Panofsky is in de beeldende kunst de enige voorloper van dit detail te vinden op de 14e-eeuwse bronzen deur van het baptisterium in Florence door Andrea Pisano.
Rechts zit Zacharias, de vader van Johannes, die volgens Lucas getwijfeld had aan de voorspelling van de engel Gabriël dat zijn al wat oudere vrouw zwanger zou worden, waarop hij als straf niet meer kon spreken. Hij kreeg zijn spraakvermogen terug toen hij op papier bevestigde dat zijn zoon Johannes moest heten. In het bed ligt Elisabeth, die zojuist van Johannes is bevallen en op de achtergrond komen twee belangstellende vrouwen op bezoek.
De schijnsculpturen op de bogen verbeelden achtereenvolgens: de profetie van de engel aan Zacharias, Zacharias verlaat de tempel na zijn ontmoeting met de engel, de verloving van Maria, de annunciatie, de visitatie, de geboorte van Jezus.
De apostelen naast de deuropening zijn links: Jakobus de Mindere of Judas Taddeüs (met knots en boek) en Filippus (met het kruis), en rechts: Thomas of Matteüs (met lans) en Bartolomeüs (met mes).

### De doop van Christus

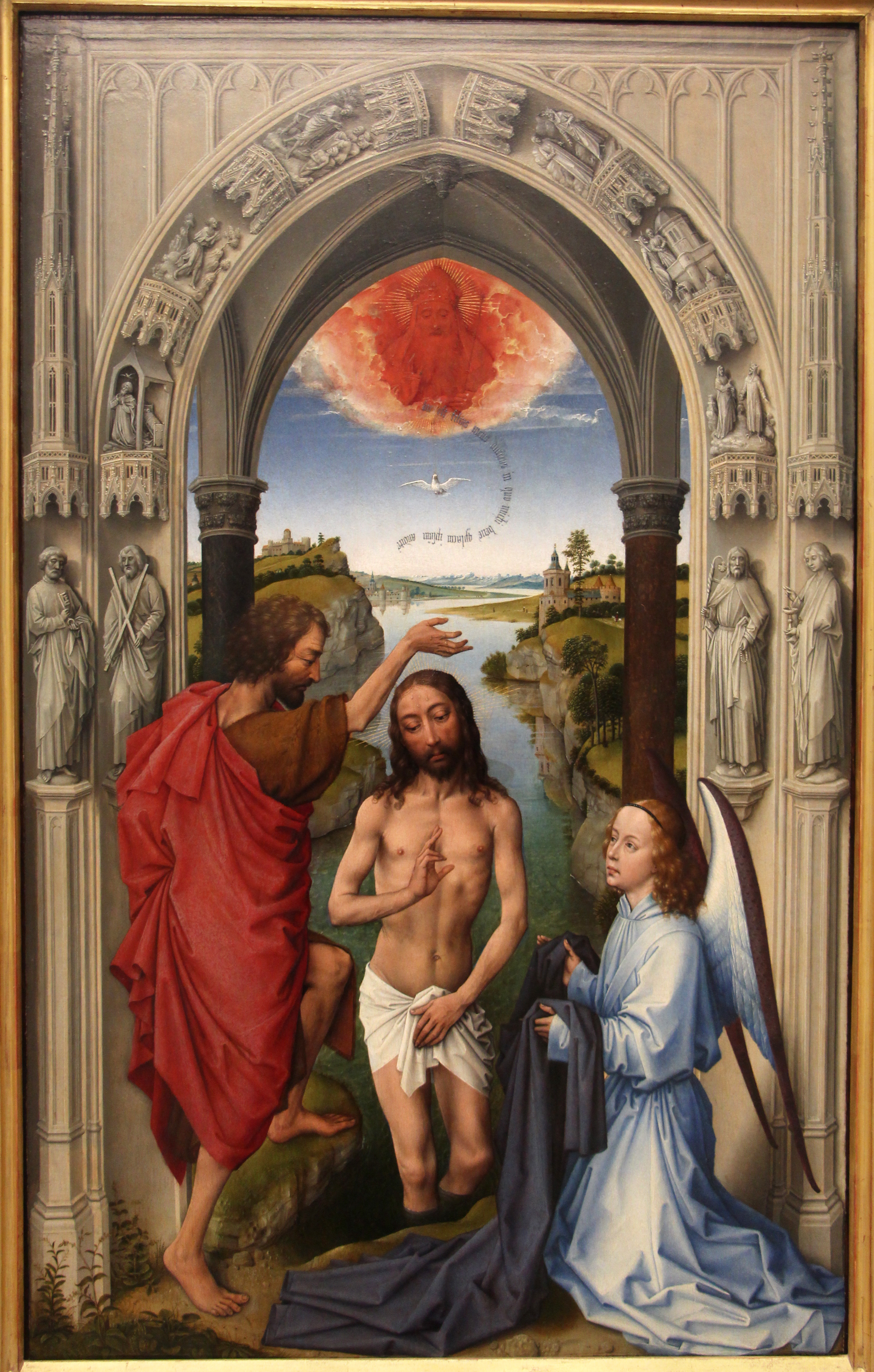
middenpaneel

Het middenpaneel beeldt de doop van Jezus in de Jordaan door Johannes de Doper uit. Boven hen zweeft een roodgekleurde God de Vader in een ovale, lichter gekleurde wolk, waardoor zijn verschijning de vorm heeft van Gods Alziend Oog. Terwijl de Heilige Geest neerdaalt kringelt eromheen de tekst die volgens de evangeliën door God werd uitgesproken: Hic est filius meus dilectus in quo michi bene co[m]placui ipsum audite. ("Dit is mijn geliefde zoon in wie ik mijn welbehagen heb – hoort naar hem.") Volgens Matteüs werd de tekst twee keer door God uitgesproken: eerst tijdens de doop in de Jordaan (Matteüs 3:17) – maar dan zonder de woorden ipsum audite ("hoort naar hem") – en later tijdens de verheerlijking op de berg (Matteüs 17:5). Opvallend is dat de volledige tekst, die volgens Matteüs alleen tijdens de verheerlijking werd uitgesproken, hier gekoppeld wordt aan de doop in de Jordaan, waardoor de goddelijke natuur van Jezus benadrukt wordt.
De schijnsculpturen op de bogen verbeelden achtereenvolgens: Zacharias' profetie van Johannes' toekomst, de prediking in de woestijn, de doop van de farizeeërs en saduceeën, de bijl die de boom met slechte vruchten velt, de drie verzoekingen van Jezus door de duivel.
De apostelen naast de deuropening zijn links: Petrus (met sleutel) en Andreas (met kruis), en rechts: Jakobus de Meerdere (met pelgrimsstaf) en Johannes de evangelist (met kelk).

### De onthoofding van Johannes de Doper

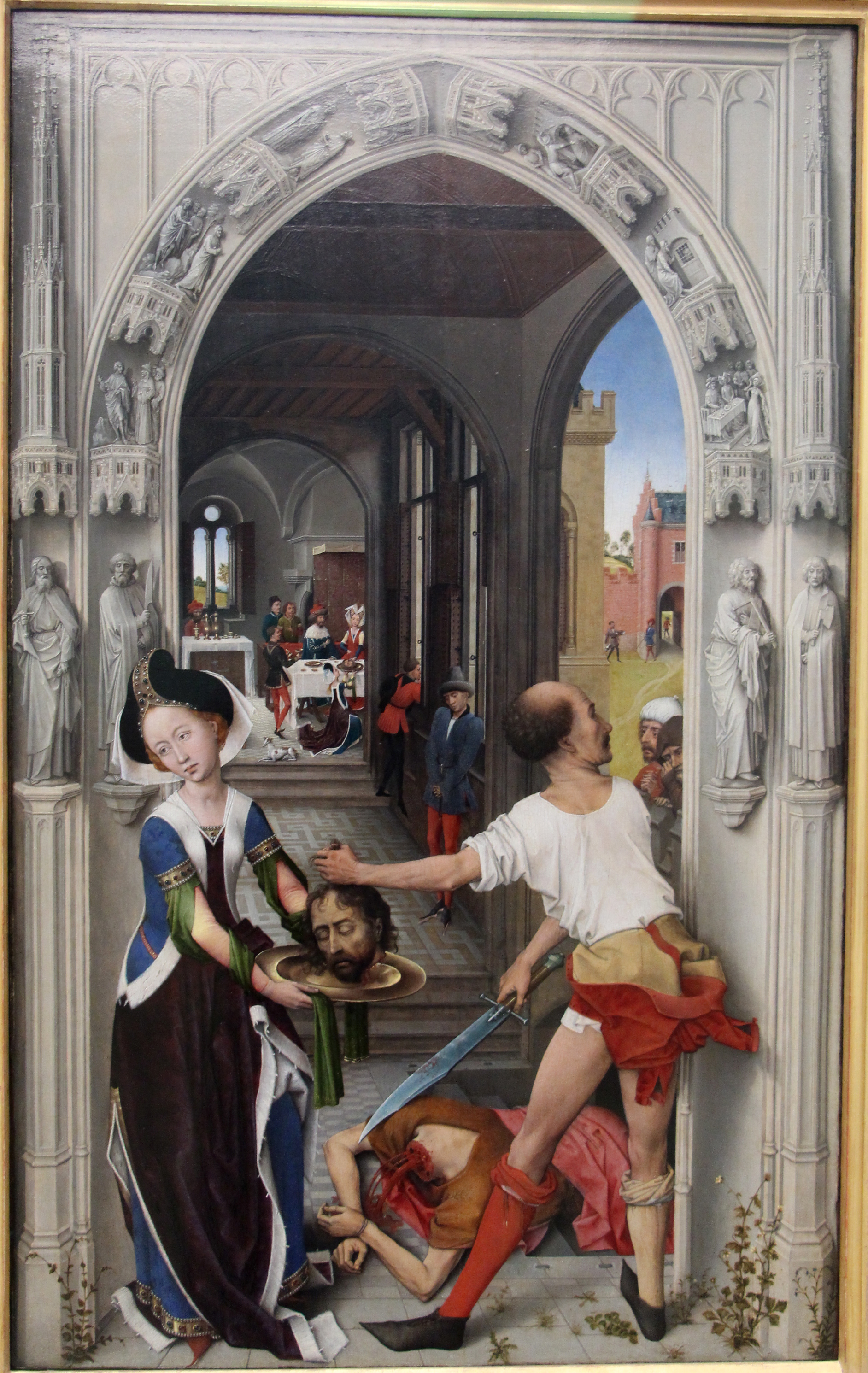
rechterpaneel

Volgens de evangeliën werd Johannes de Doper in de gevangenis onthoofd en werd het hoofd daarna naar Salome gebracht. Hier zijn de beide momenten gecombineerd en overhandigt de beul zelf het hoofd aan Salome. Op de achtergrond vindt in een romaanse zaal van een verder gotisch paleis het banket van Herodes plaats, waarbij Salome het hoofd aanbiedt aan haar moeder Herodias. Herodias gebruikt haar mes om een snee in het voorhoofd van de Doper te maken. De verschillende elementen van deze scène zijn voorafbeeldingen van het passieverhaal, waardoor de onthoofding van Johannes de Doper werd verbonden met de kruisiging van Christus: het banket van Herodes verwijst naar het Laatste Avondmaal, de schaal met het hoofd naar de pateen met de hostie tijdens de eucharistie, en de kerf van Herodias naar de lanssteek in de zij van de dode Christus.
De schijnsculpturen op de bogen verbeelden achtereenvolgens: de priesters en levieten vragen aan Johannes of hij de messias is, Johannes wijst twee van zijn volgelingen op Christus, Johannes beschuldigt Herodes van overspel, zijn arrestatie, bezoek van twee volgelingen in de gevangenis, de dans van Salome.
De apostelen naast de deuropening zijn links: Paulus (met zwaard) en Simeon (met zaag), en rechts: Judas Taddeüs of Thomas (met winkelhaak) en Matteüs of Mattias (met bijl).

## Inspiratiebronnen
De dieptewerking met doorkijkjes naar achterliggende kamers wijst op invloed van Jan van Eyck. De voorstellingen zijn vaak in verband gebracht de miniatuur met de geboorte van Johannes de Doper in Turijns-Milanees getijdenboek, maar de precieze relatie is onduidelijk.
Panofsky wees op de invloed van de Florentijnse kunst, zoals Andrea Pisano's bronzen deur van het Baptisterium, die Rogier tijdens zijn veronderstelde reis naar Italië in 1450 gezien kan hebben. De beul op het derde paneel vergeleek hij met een paneel van Filippo Lippi en diens leerling Pesellino. Met het werk van Florentijnse kunstenaars kan Rogier van der Weyden zeker ook in de huizen van Italiaanse opdrachtgevers in de Lage Landen kennis hebben gemaakt.

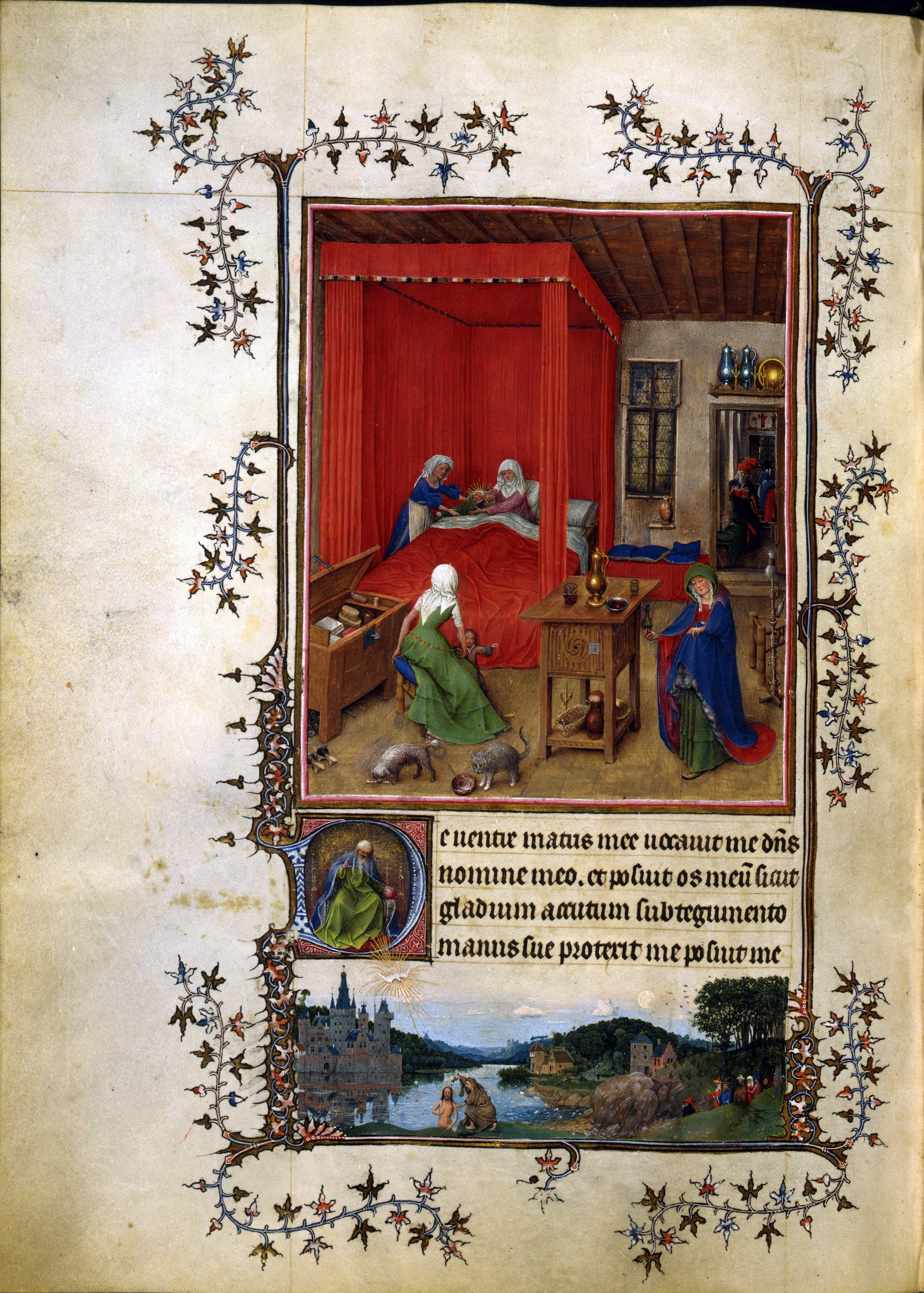
Jan van Eyck (?), Turijns-Milanees getijdenboek, fol. 93v: De geboorte van Johannes de Doper met De doop van Christus, circa 1420 of ca. 1435, Museo civico d'arte antica, Turijn
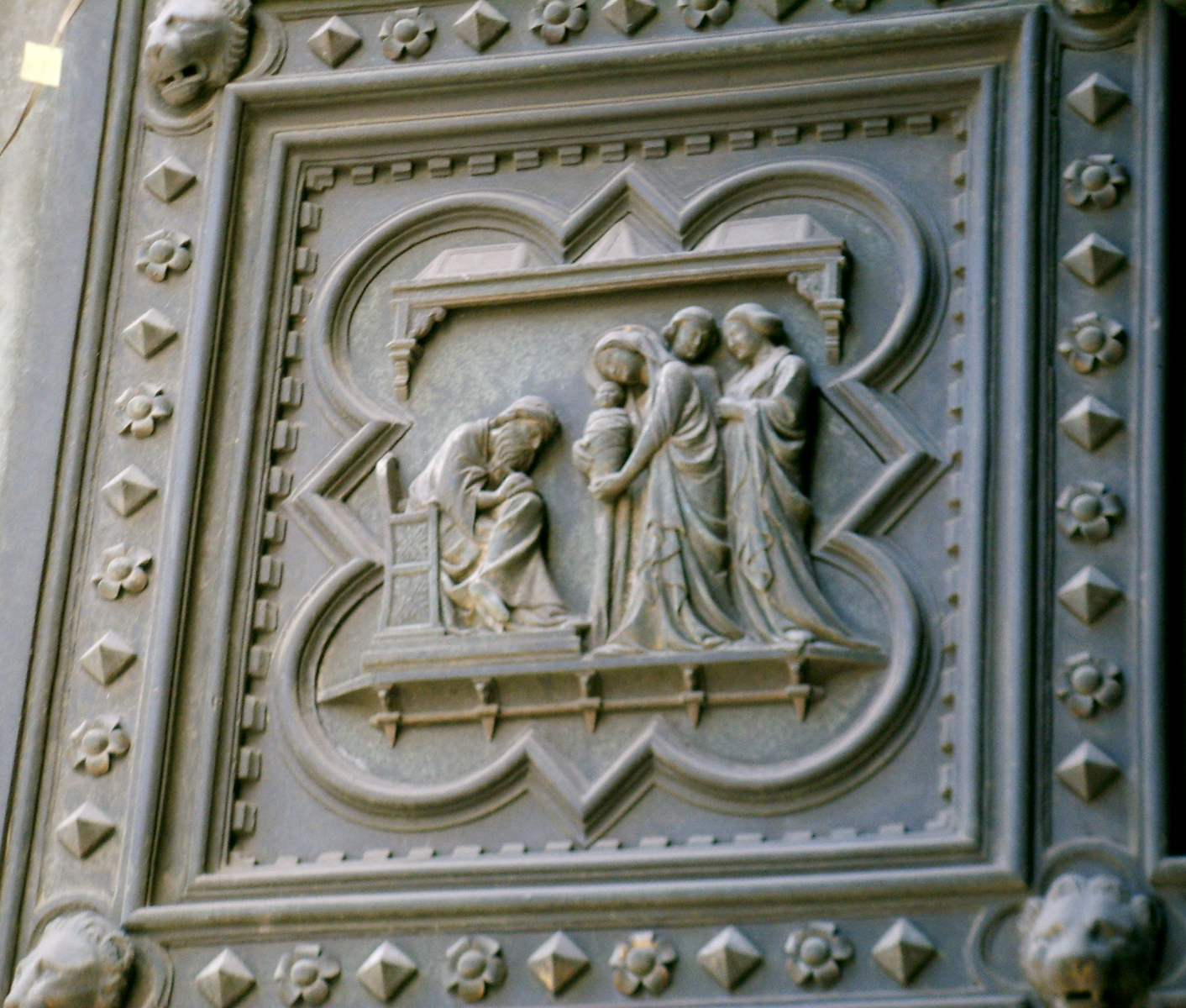
Andrea Pisano, De naamgeving van Johannes de Doper, 1336, Baptisterium, Florence
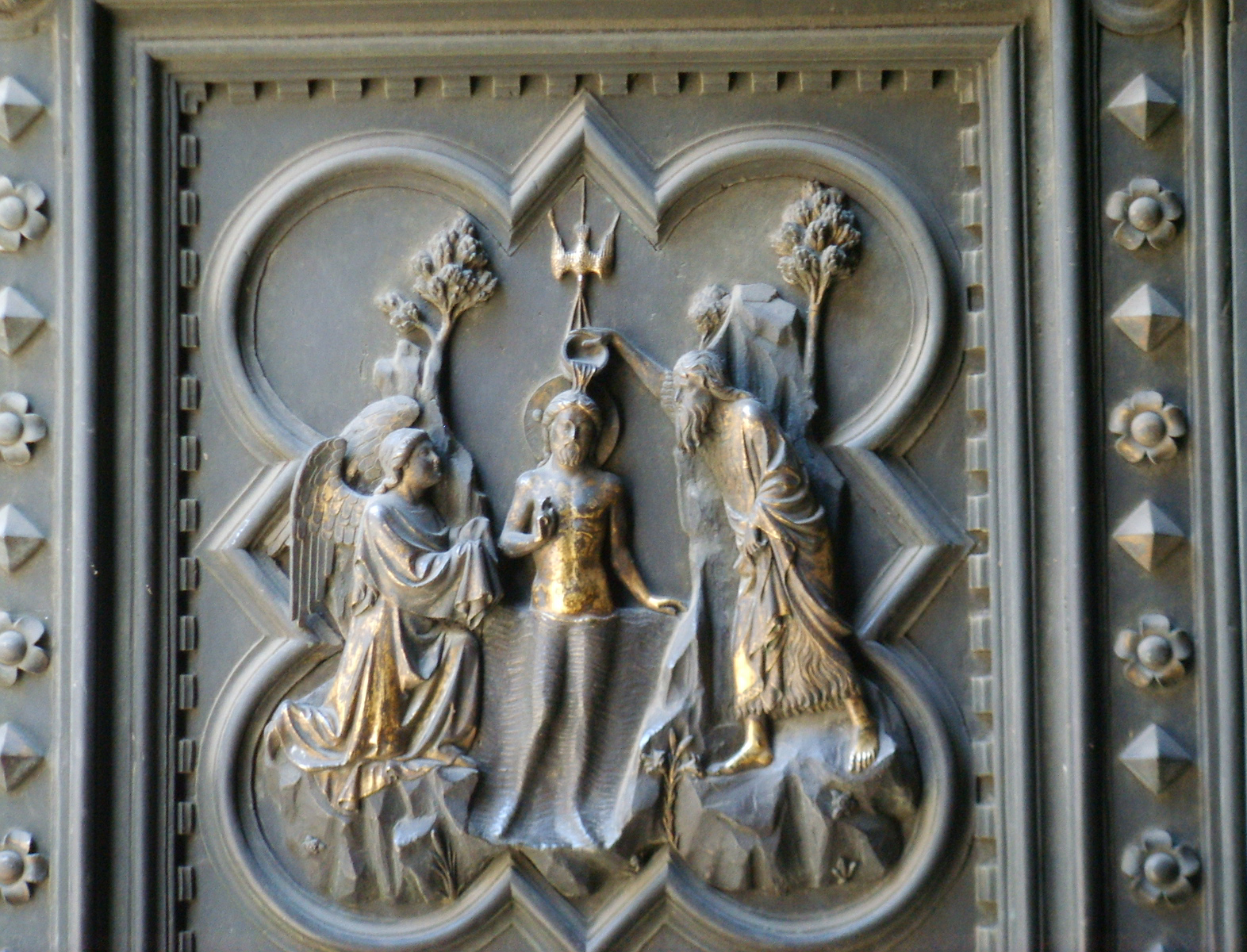
Andrea Pisano, De doop van Jezus, 1336, Baptisterium, Florence
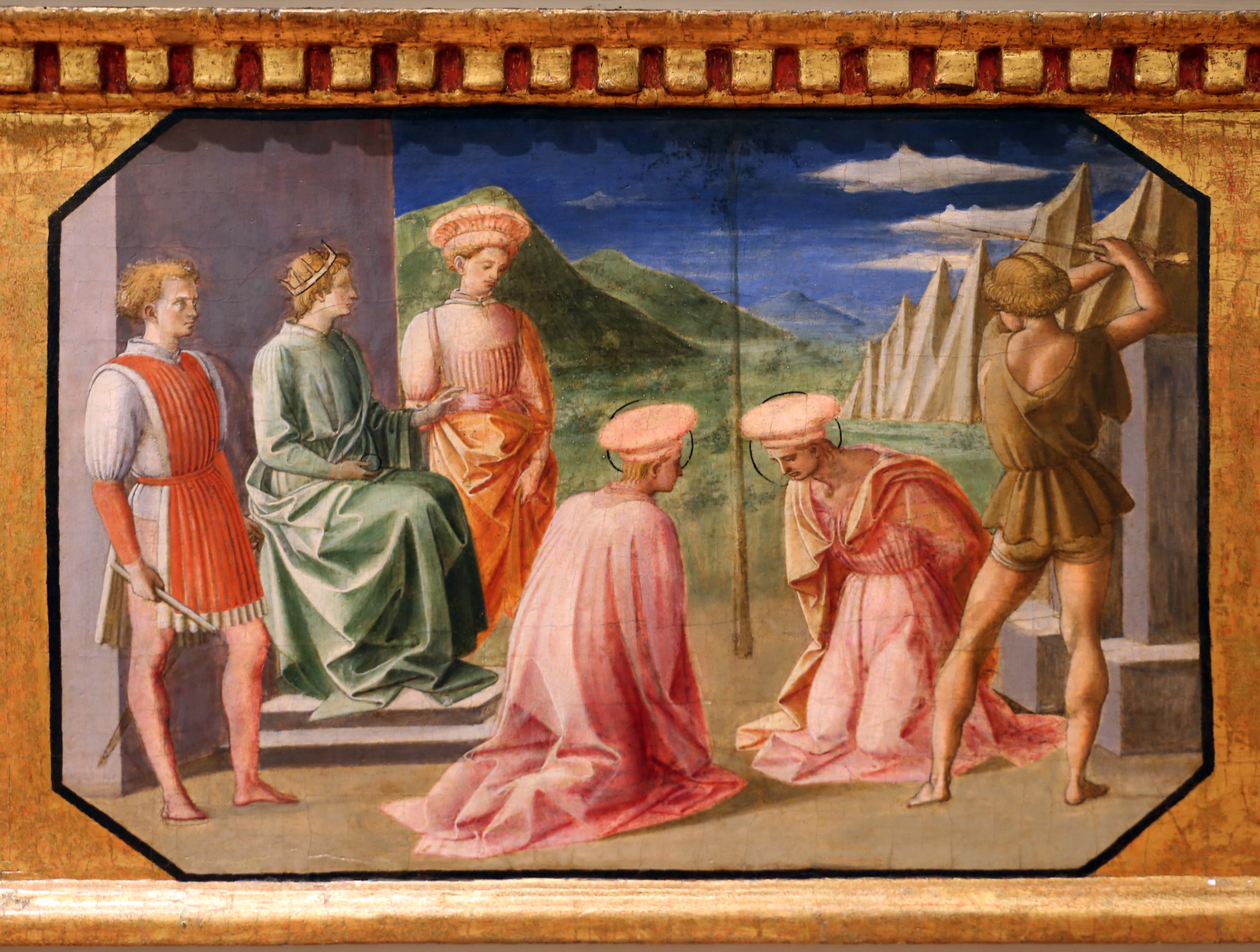
Filippo Lippi en Pesellino, Martelaarschap van Cosmas en Damianus, predella van een altaarstuk, 1440-45, Uffizi, Florence

## Herkomst
De uiterlijke overeenkomst met de Miraflorestriptiek lijkt geen toeval. Waarschijnlijk werd ook dit altaarstuk in opdracht van Juan II van Castilië gemaakt voor het kartuizer Mirafloresklooster, waar hij begraven wilde worden. Vroeger werden beide altaarstukken korter na elkaar gedateerd, maar sinds 1981 staat vast dat er zo'n 15 tot 20 jaar tussen zat. Juan zal het kort voor zijn dood in 1454 hebben besteld, maar hierover bestaat geen zekerheid.
In 1744 werd het altaarstuk gesignaleerd in het kartuizerklooster Santa María de las Cuevas in Sevilla. Het verhuisde in 1810 naar het Alcázar in Sevilla.
De eerste twee panelen belandden in 1816 in Londen en werden in 1842 via C.J. Nieuwenhuys verworven door koning Willem II in Den Haag en in 1850 aangekocht voor de Berlijnse musea tijdens de veiling van de koninklijke collectie. Het derde paneel met de onthoofding werd voor de Berlijnse musea verworven kort nadat het bij Christie's was geveild op 19 mei 1849.

## De kopie
Evenals van de Miraflorestriptiek bestaat er een kleinere kopie van de Johannestriptiek, waarschijnlijk eveneens rond 1500 gemaakt door het atelier van Juan de Flandes in opdracht van Isabella I van Castilië, de dochter van Juan II. Na haar overlijden in 1504 wordt in haar nalatenschap een altaarstuk vermeld dat met de kopie overeenkomt. 
De panelen werden in 1840 (eerste paneel) en 1841 (andere twee) door het Städel Museum in Frankfurt am Main verworven van de Italiaanse kunsthandelaar Filippo Bernucci, die ze ergens in de omgeving van Milaan zou hebben gekocht.

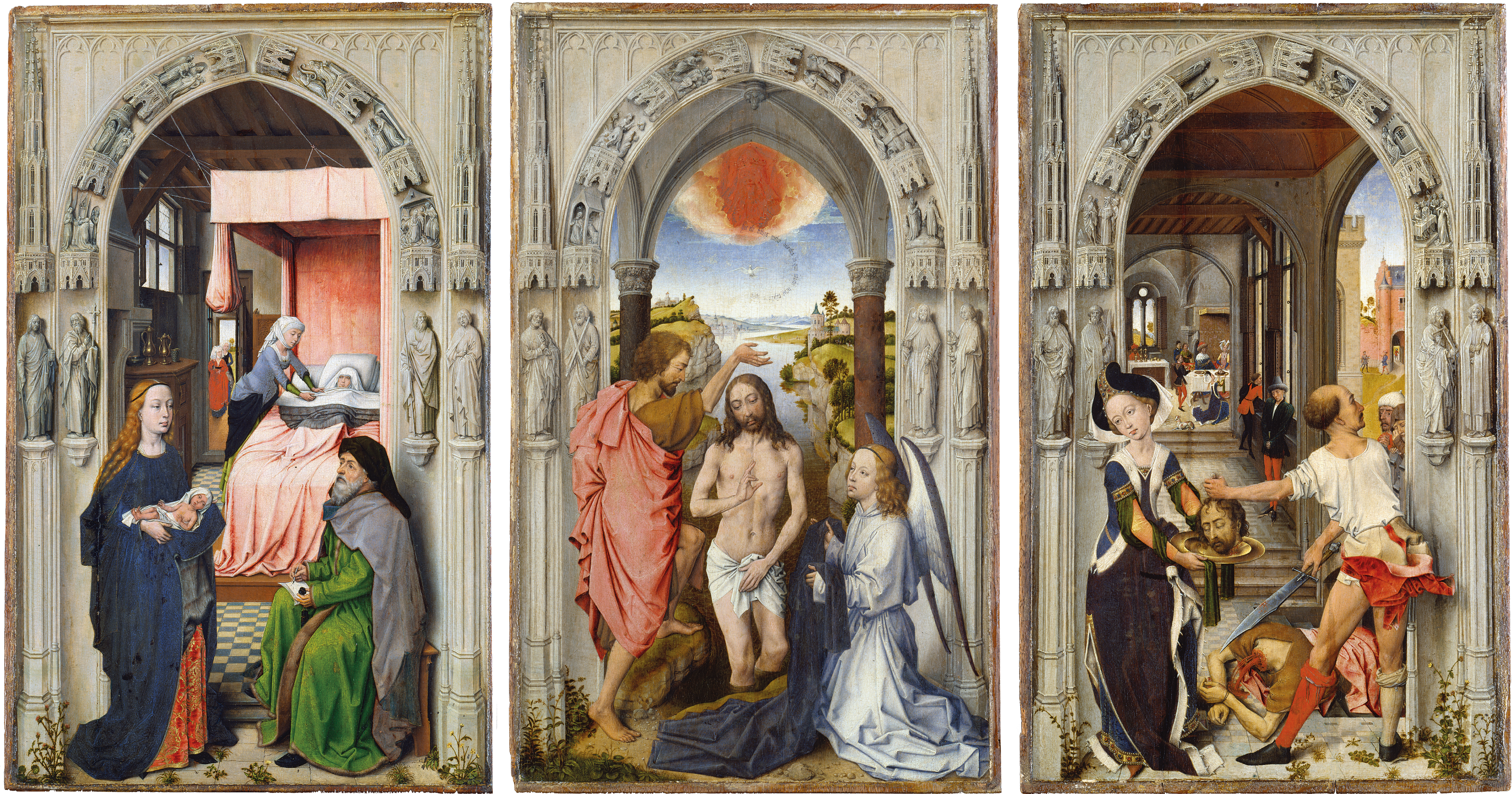
De kopie in het Städel Museum, Frankfurt am Main